# Eubaphe deceptata
Eubaphe deceptata är en fjärilsart som beskrevs av Fletcher 1954. Eubaphe deceptata ingår i släktet Eubaphe och familjen mätare. Inga underarter finns listade i Catalogue of Life.